# Alfa Romeo 75
Alfa Romeo 75 – samochód osobowy klasy średniej produkowany przez włoską markę Alfa Romeo w latach 1985 – 1992.

## Historia i opis modelu

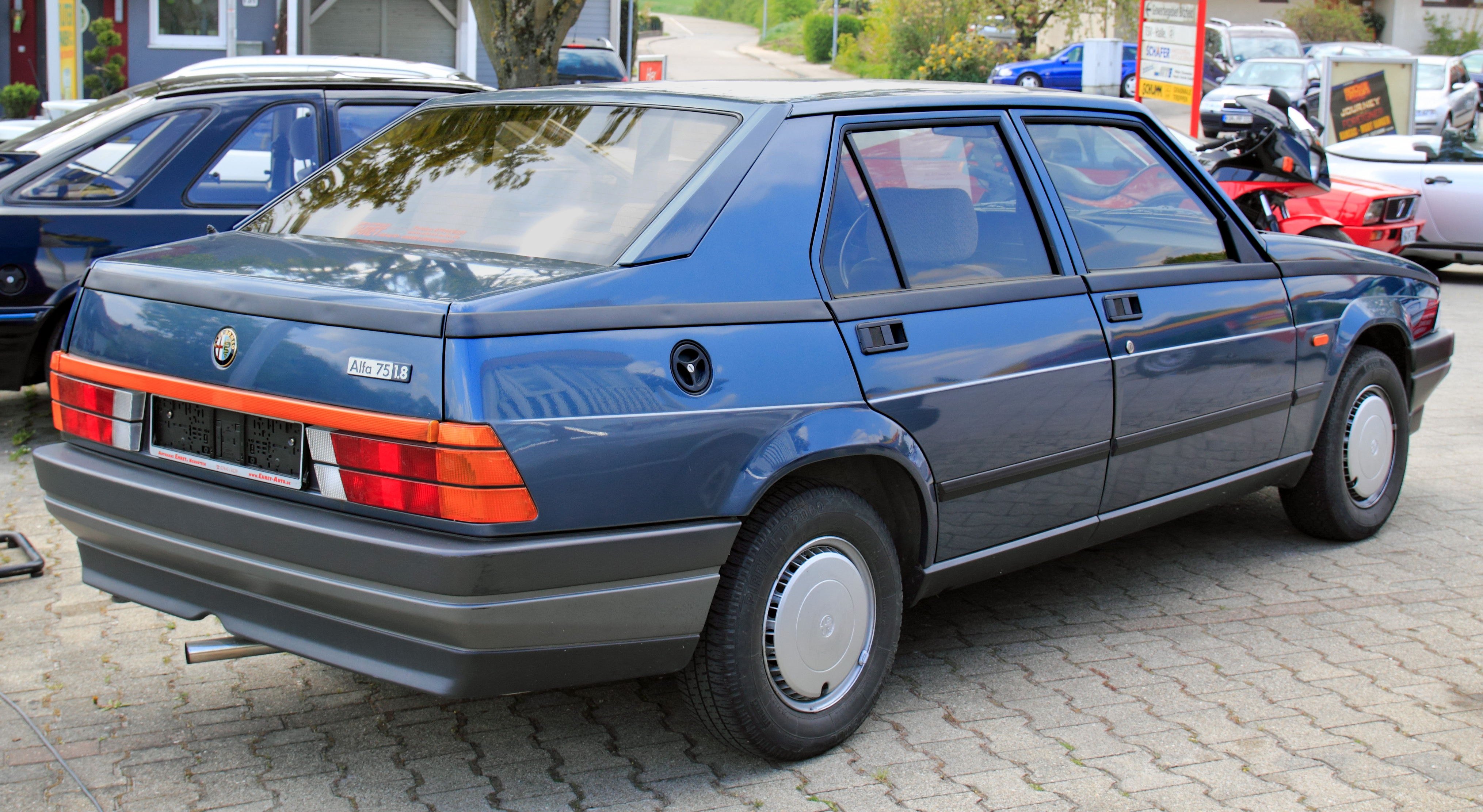
Alfa Romeo 75 - tył

W maju 1985 roku Alfa Romeo wypuściła na rynek nowy model – Alfa Romeo 75, który zastąpił modele Giulietta i Alfetta. Nazwa 75 wzięła się od 75. rocznicy istnienia producenta. Karoseria została zaprojektowana przez Ermanno Cresoniego i była podobna do jego innego dzieła, Alfy 33. By ulepszyć właściwości jezdne Alfy jako zawieszenie zastosowano z przodu po dwa wahacze poprzeczne resorowane na drążkach skrętnych, a z tyłu oś De Diona. Z początku Alfa 75 dostępna była z silnikami benzynowymi o pojemnościach 1.6 (110 KM), 1.8 (120 KM), 2.0 (128 KM) i 2.5 L(156 KM) oraz turbodieslem o pojemności dwóch litrów i mocy 95 KM po liftingu w 1987r dołączył turbodiesel 2,4 litra i mocy 112KM. Silniki Diesla produkowane były przez firmę VM i posiadały oddzielne głowice dla każdego z cylindrów. Przez cały okres produkcji dostępny był jako czterodrzwiowy, pięciomiejscowy sedan. Optymalny rozkład masy oraz odpowiedni docisk osi napędzającej, samochód ten zawdzięczał umieszczeniu 5-stopniowej manualnej, lub 3-stopniowej automatycznej skrzyni biegów z tyłu. Wadą tego rozwiązania było nadmierne zużywanie się sprzęgła.
Alfa Romeo 75 standardowo wyposażona była m.in. w elektrycznie sterowane szyby, centralny zamek, kierownicę regulowaną w dwóch płaszczyznach, wspomaganie układu kierowniczego, alufelgi. 
Od 1986 roku samochód poza Europą był sprzedawany także w USA pod nazwą Alfa Romeo Milano z silnikiem 3.0 V6 o mocy 188 KM. Milano z Europy sprowadzany był w wersjach Quadrifoglio Argento, Quadrifoglio Oro, Quadrifoglio Platino i Quadrifoglio Verde z silnikiem o pojemności trzech litrów. W tym samym czasie dwulitrowy, gaźnikowy silnik został zastąpiony jego odpowiednikiem z dwiema świecami na każdy cylinder (Twin Spark)), który charakteryzował się mocą 148 KM.
W 1988 samochody wyposażono w katalizatory, silnik o pojemności 1.8 litra zastąpił nowy, 122 konny odpowiednik. Na rynek wprowadzono turbodiesla o pojemności 2.4 L i mocy 112 KM oraz wersję 3.0 V6 AMERICA, która osiągała 188 KM.
W 1990 roku wprowadzono doładowany silnik, o pojemności 1.8 L i mocy 165 KM, dwulitrowy Twin Spark o mocy 148 KM i 3.0 V6 POTENZIATA, który zastąpił model AMERICA.
W 1991 roku na rynek weszła limitowana wersja 'Alfa 75 Twin Spark Limited Edition.
W 1992 roku po wyprodukowaniu 187 000 egzemplarzy, Alfa 75 została zastąpiona przez model 155.

### Dane techniczne
- Silnik

| Silnik  | Pojemność | Moc maksymalna                    | Maks. moment obrotowy     |
| ------- | --------- | --------------------------------- | ------------------------- |
| 1.6 IE. | 1570 cm³  | 107 KM(79 kW)                     | 137 Nm przy 4000/min      |
| 1.6     | 1570 cm³  | 110 KM(81 kW)                     | 146 Nm przy 4000/min      |
| 1,8 IE  | 1779 cm³  | 120 KM(88 kW) przy 5500 obr./min  | 152 Nm przy 5000 obr./min |
| 2,0 TS  | 1962 cm³  | 145 KM(107 kW) przy 5800 obr./min | 186 Nm przy 4800 obr./min |
| 3,0 V6  | 2959 cm³  | 192 KM(141 kW) przy 6000 obr./min | 250 Nm przy 4500 obr./min |

- Podwozie
  - Zawieszenie przednie: wahacze poprzeczne, amortyzatory teleskopowe
  - Zawieszenie tylne: oś de diona, amortyzatory teleskopowe
  - Hamulce przód/tył: tarczowe/tarczowe
- Wymiary i masy
  - Rozstaw osi: 2510 mm
  - Rozstaw kół przód/tył: 1396/1382 mm
  - Masa własna: 1100-1300 kg
  - DMC: 1535-1725 kg
  - Pojemność bagażnika: 500 dm³
  - Pojemność zbiornika paliwa: 49/68 l
- Osiągi

| Silnik | 0-100 km/h | Prędkość maks. | Zużycie paliwa |
| ------ | ---------- | -------------- | -------------- |
| 1,8 IE | 11 s       | 190 km/h       | 8,7 l/100km    |
| 2,0 TS | 8,7 s      | 205 km/h       | 8,4 l/100km    |
| 3,0 V6 | 7,5 s      | 222 km/h       | 10,1 l/100km   |

### Motosport
W zawodach ITC Alfa Romeo odnosiła znaczące sukcesy dzięki zbudowanemu przez siebie bolidowi Alfa Romeo 75 Turbo Evo
- Gianfranco Brancatelli wygrał ogólną klasyfikację tych zawodów w 1988 roku,
- Giorgio Francia zajął drugie miejsce w ogólnej klasyfikacji w 1991 roku.

Lista pojedynczych zwycięstw w klasie ITC.
| Data       | Tor        | Kierowca               |
| ---------- | ---------- | ---------------------- |
| 03-04-1988 | Magione    | Gianfranco Brancatelli |
| 22-05-1988 | Magione    | Riccardo Patrese       |
| 26-06-1988 | Enna       | Nicola Larini          |
| 23-07-1988 | Misano     | Enrico Bertaggia       |
| 28-08-1988 | Varano     | Giorgio Francia        |
| 25-09-1988 | Enna       | Mauro Baldi            |
| 29-04-1989 | Enna I     | Nicola Larini          |
| 23-07-1989 | Misano I   | Nicola Larini          |
| 03-09-1989 | Misano I   | Nicola Larini          |
| 07-10-1989 | Monza I    | Giorgio Francia        |
| 08-10-1989 | Monza II   | Giorgio Francia        |
| 29-10-1989 | Imola II   | Giorgio Francia        |
| 28-04-1990 | Enna I     | Nicola Larini          |
| 29-04-1990 | Enna II    | Nicola Larini          |
| 14-07-1990 | Misano I   | Gianni Morbidelli      |
| 04-08-1990 | Misano I   | Nicola Larini          |
| 05-08-1990 | Misano II  | Gianfranco Brancatelli |
| 13-10-1990 | Varano     | Giorgio Francia        |
| 14-10-1990 | Varano     | Nicola Larini          |
| 24-03-1991 | Monza II   | Giorgio Francia        |
| 06-07-1991 | Binetto I  | Giorgio Francia        |
| 07-07-1991 | Binetto II | Giorgio Francia        |
| 20-07-1991 | Mugello I  | Nicola Larini          |
| 28-09-1991 | Magione I  | Giorgio Francia        |
| 29-09-1991 | Magione II | Antonio Tamburini      |
| 12-10-1991 | Monza I    | Nicola Larini          |
| 13-10-1991 | Monza II   | Nicola Larini          |

Alfa Romeo 75 startowała także w zawodach DTM, Alfa Romeo Challenge, IMSA,